# Belmont-Luthézieu
Belmont-Luthézieu är en kommun i departementet Ain i regionen Auvergne-Rhône-Alpes i östra Frankrike. Kommunen ligger  i kantonen Champagne-en-Valromey som ligger i arrondissementet Belley. Kommunens areal är 19,77 km². År 2018 hade Belmont-Luthézieu 606 invånare.

## Befolkningsutveckling
Antalet invånare i kommunen Belmont-Luthézieu
Referens: INSEE